# Paul Cobb
Paul Mark Cobb (sinh ngày 13 tháng 12 năm 1972) là một cựu cầu thủ bóng đá người Anh thi đấu ở vị trí tiền đạo ở Football League cho Leyton Orient và cho nhiều đội ở bóng đá non-league, đáng chú ý là Dagenham & Redbridge.
Lúc 17 tuổi, Cobb gia nhập Thurrock mùa giải 1993-94.